# Центральная Кордильера (Пиренейский полуостров)
Центра́льная Кордилье́ра (исп. Cordillera Central) — горная цепь в центральной части Пиренейского полуострова. Расположена главным образом на территории Испании, часть в Португалии. Длина около 400 км. Самая высокая точка — гора Альмансор (2592 м) в массиве Сьерра-де-Гредос.
Разделяет Кастильское плоскогорье на две части — Южную и Северную Месеты.
Система состоит из нескольких горных массивов и хребтов.
- Серра-да-Эштрела — в Португалии.
- Сьерра-де-Гата — в провинциях Касерес и Саламанка.
- Сьерра-де-Франсия — в провинциях Касерес и Саламанка.
- Сьерра-де-Бехар — Касерес, Авила и Саламанка.
- Сьерра-де-Гредос — Авила, Касерес, Мадрид, Толедо.
- Сьерра-де-ла-Парамера — Авила.
- Сьерра-де-Малагон — Авила и Мадрид.
- Сьерра-де-Гвадаррама — Авила, Сеговия и Мадрид.
- Сьерра-де-Айльон — Сеговия, Мадрид и Гвадалахара.
- Сьерра-де-Пела — Гвадалахара и Сория.

Восточнее Центральной Кордильеры расположен массив Сьерра-Министра, относящийся к системе Иберийских гор.

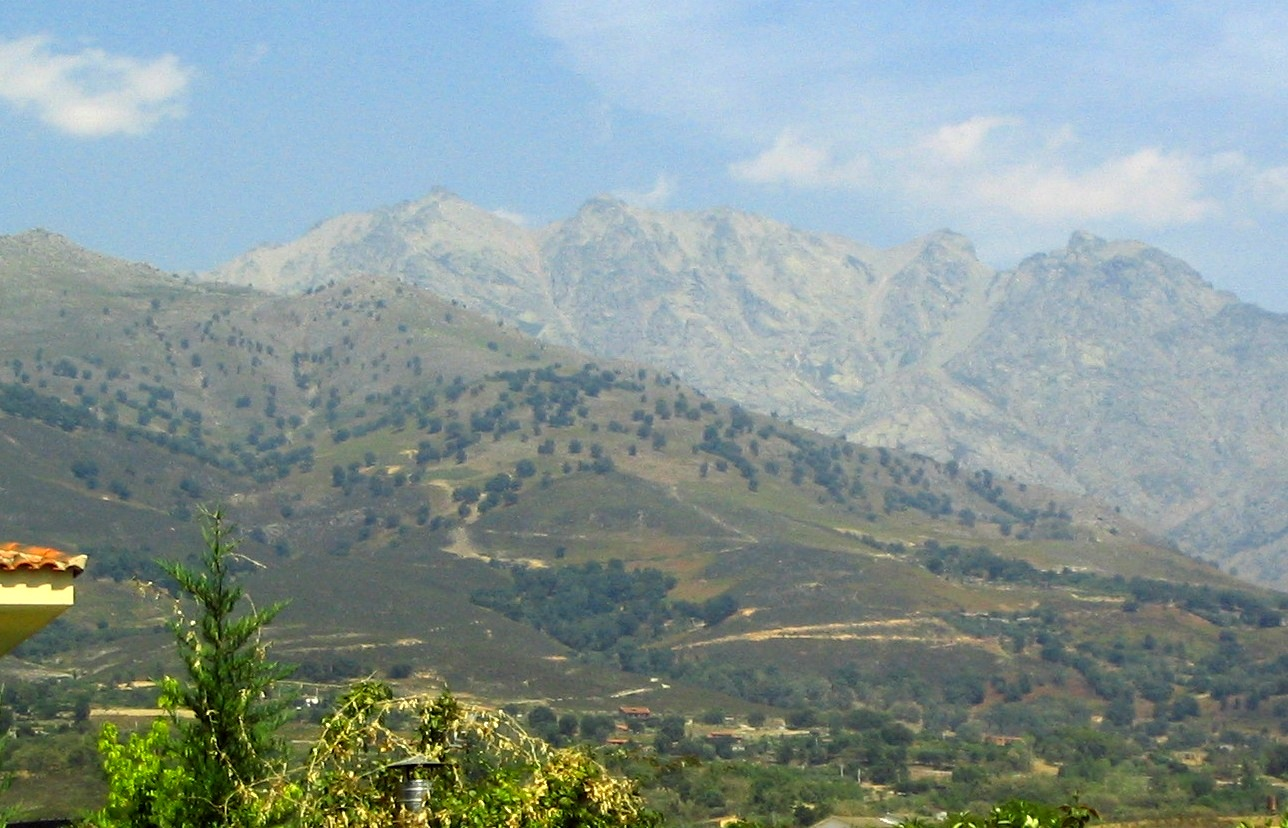
Гора Альмансор — самая высокая точка Центральной Кордильеры